# SHIZUOKA もんどセレクション
『SHIZUOKA もんどセレクション』（シズオカ もんどセレクション）は、2009年10月から始まった静岡放送（SBSラジオ）のラジオ番組である。

## 概要
パーソナリティは、静岡県静岡市出身、「大阪バンガー帝国」所属の俳優・山田門努。　
2009年10月4日から2010年3月7日まで、毎月第1日曜25:30 - 26:00に放送していた。
2010年4月9日から2019年6月28日まで、毎週金曜24:30 - 25:00に放送していた。
2010年10月から2012年3月まで、和歌山放送（WBS）で毎週土曜23:30にネットされた（番組タイトルは『WAKAYAMAもんどセレクション』）。
2012年3月まで大阪芸術大学がスポンサーに入っていたが、以降はノンスポンサー。
2019年7月から「藤原竜也のラジオ」のネット開始に伴い、金曜深夜の枠を同番組に譲り、7月7日から日曜26:00 - 26:30の放送となる。パーソナリティの山田は、この時間変更により藤原竜也にも自分の番組を「イジって欲しい」旨の発言を（金曜深夜時代に、「レコメン!」で相葉雅紀にイジられた事を何度も自慢していた）移動後初回の放送で告白している。
しかし、日曜深夜の放送も僅か3か月で終了し、同年10月の番組改編にて、先月まで『アナらじ』などを放送していた金曜23:30 - 23:57へ再度の時間移動を強いられてしまう。
2021年にはリスナーを介して、同様にエロネタを取り扱っている大分放送『夜のイチスタ』と交流が生まれ、11月19日の放送にパーソナリティの池田麻衣子が電話出演した。
2019年7月7日から2019年9月15日まで、毎週日曜26:00-26:30に放送していた。
2019年10月4日から2021年9月24日まで、毎週金曜23:30 - 23:57に放送していた。
2021年10月1日からは毎週金曜21:30 - 22:00の30分。

## 番組内容
- 2019年6月まで「相葉くん、レコメンお疲れさまでした〜」の掛け声から番組が始まる。

同年10月からは「神田松之丞（現・神田伯山）さん、お疲れさまでした～」と、直前に放送の「神田松之丞 問わず語りの松之丞（2020年2月21日から問わず語りの神田伯山）」のMC、神田伯山に少々媚びた感じでの掛け声から番組が始まる。
- 「フリートーク」山田門努の近況を、自由に話すフリートーク

- 「エロなぞなぞ」エロく聞こえてしまうなぞなぞ

以前のメインコーナーは、山田による一人芝居ラジオドラマ「ちゃばしらちゃんの日常」だった。内容は、リスナーからストーリーや登場人物のアイデアを募集し、毎週発表されるものだった。
その他のコーナーは、リスナーが初めて買ったCDをエピソードと共に紹介する、「最初の一枚」というリクエスト曲のコーナーや、クイズ、ネタハガキ的なコーナーで構成されていた。
その後コーナーではなく、フリートークが中心となっていった。
その他、番組本編とは別内容のポッドキャスト版も番組ブログとiTunes Music Storeから不定期配信されていた。

## ちゃばしらちゃんの日常
番組のメインコーナーであるラジオドラマ。
毎回リスナーから募集したストーリーや登場人物の設定などを基に制作される。
主人公の"ちゃばしら"は中学2年生の男子。『ちびまる子ちゃん』に代表されるような何気ない日常生活の中で起こるちょっとした出来事を描き、ギャグ漫画のようなテイストで作られている。
番組本編では、将来的には『ちびまる子ちゃん』に代わる静岡を舞台としたアニメの制作を目標としているとの発言をしている。
毎回ちゃばしらが恋心を抱くヒロインが登場することと、ラストシーンではちゃばしらの股間が勃ってしまい「あ～勃っちゃった～」というオチで幕が閉じることがお決まりのパターンである。
リスナーから寄せられたアイデアからディレクター・tommyが台本を作り、ドラマ本編ではすべての役を山田が演じ、声色からキャラクターを使い分けている（ナレーションを入れ多い時は7役程）。
また、テーマはその都度タイムリーなイベントに当てられる（11月期末テスト、12月クリスマスなど）。
登場キャラクター
文末の括弧内は名前の由来
- ちゃばしら：主人公。中学二年の男子。
- ポテト：主人公ちゃばしらの親友。ほぼ毎回登場する、メインキャラクターの一人。
- カンパラ：ちゃばしらと同じクラスの女友達。おてんばキャラ。（蒲原町）
- オキツユイ：ヒロインの一人。第一話から登場。（興津、由比）
- 松原ミホ：ちゃばしらと同じクラスの女子。ヒロインとなる回もある。（三保の松原）
- アオイ：ヒロインの一人でちゃばしらと同じクラスの女子。（葵区）
- 浜名コウ：ヒロインの一人で製菓食材店で働く女性。バレンタインデーの回でヒロインとして登場。（浜名湖、浜名港）
- ミーシーマー：ハワイ旅行の回で登場。飛行機のキャビンアテンダントの外国人女性。（三島市）
- ユノキ先生：ちゃばしらの中学の体育教師。口癖は「バカヤロー！」。
- 富士川先生：ちゃばしらの学校の保健室の先生。（藤川優里、富士川）
- 伊東岬：ヒロインの一人。ちゃばしらの部活（卓球部）の１つ年上の先輩。卒業式の回で登場。（伊東美咲、伊東市）
- 菊川レイ：ヒロインの一人。遠足の回で登場したバスガイド。（菊川怜）
- 薄茶糖先生：ちゃばしらのクラスの担任の先生。（ウス茶糖）
- 磐田君：ちゃばしらのクラスに転校してきた男子。松原ミホの従兄弟。
- 伊豆のクニコ：ヒロインの一人。保健所の職員の女性。ちゃばしらが犬を助ける回で登場。（伊豆の国市）
- 朝霧ミルク：ヒロインの一人。抹茶王国とミルク帝国の回で登場。（朝霧高原、朝比奈みくる）
- マリコ：名前だけ呼ばれる。（駿河区丸子（まりこ））
- 大井川ナオ：ヒロインの一人。ちゃばしらと同じ中学だがクラスは違う、七夕の回で登場。（大井川、及川奈央）
- 浜北マキ：ヒロインの一人。映画ロケに遭遇の回で登場。（堀北真希）
- 牧ノ原のりゆき：ちゃばしらと同じクラスの男子。（牧之原、槙原敬之）
- 熱海カイドウ：ちゃばしらと同じクラスの男子。藤岡弘のような声。（熱海街道）
- 熱海ゆぅ:熱海カイドウの妹。「ゆぅ」の名前は温泉の「湯」から、「〜ぅ」とのばしているのは「♨」のマークのメタファーである。
- 浜岡ゲンパツ：ちゃばしらの中学の先生、病気療養中の薄茶先生の代役として、二学期からちゃばしらのクラスの担任になる。『3年B組金八先生』の物真似。
- うなぎ重子：ちゃばしらと同じ中学の女の子。
- うなぎ井子：うなぎ重子の姉。
- 袋井アイノ：ヒロインの一人。（袋井市、愛野駅）
- タケオ：ちゃばしらが年上のヒロインを好きになる回に、恋敵として登場する男性。モデルは静岡放送の社員。

## その他のコーナー
- ミュージックもんどセレクション
毎週番組の前半にあり、番組一押しの曲を紹介するコーナー。
- 最初の一枚
リクエスト曲のコーナーで、リスナーが初めて買ったCDやレコードを流す。
- ぶらり途中発射の旅
阿藤快が思わず「なんだかな〜」と言ってしまうシチュエーションをリスナーから募集するコーナー。『ぶらり途中下車の旅』のパロディ。山田がナレーションと阿藤のモノマネで読み上げる。